# Kaluđerovo, Banatul de Sud
Kaluđerovo  (maghiară Szőlőshegy, română: Cladurești, germană Rebenberg) este o localitate în Districtul Banatul de Sud, Voivodina, Serbia.

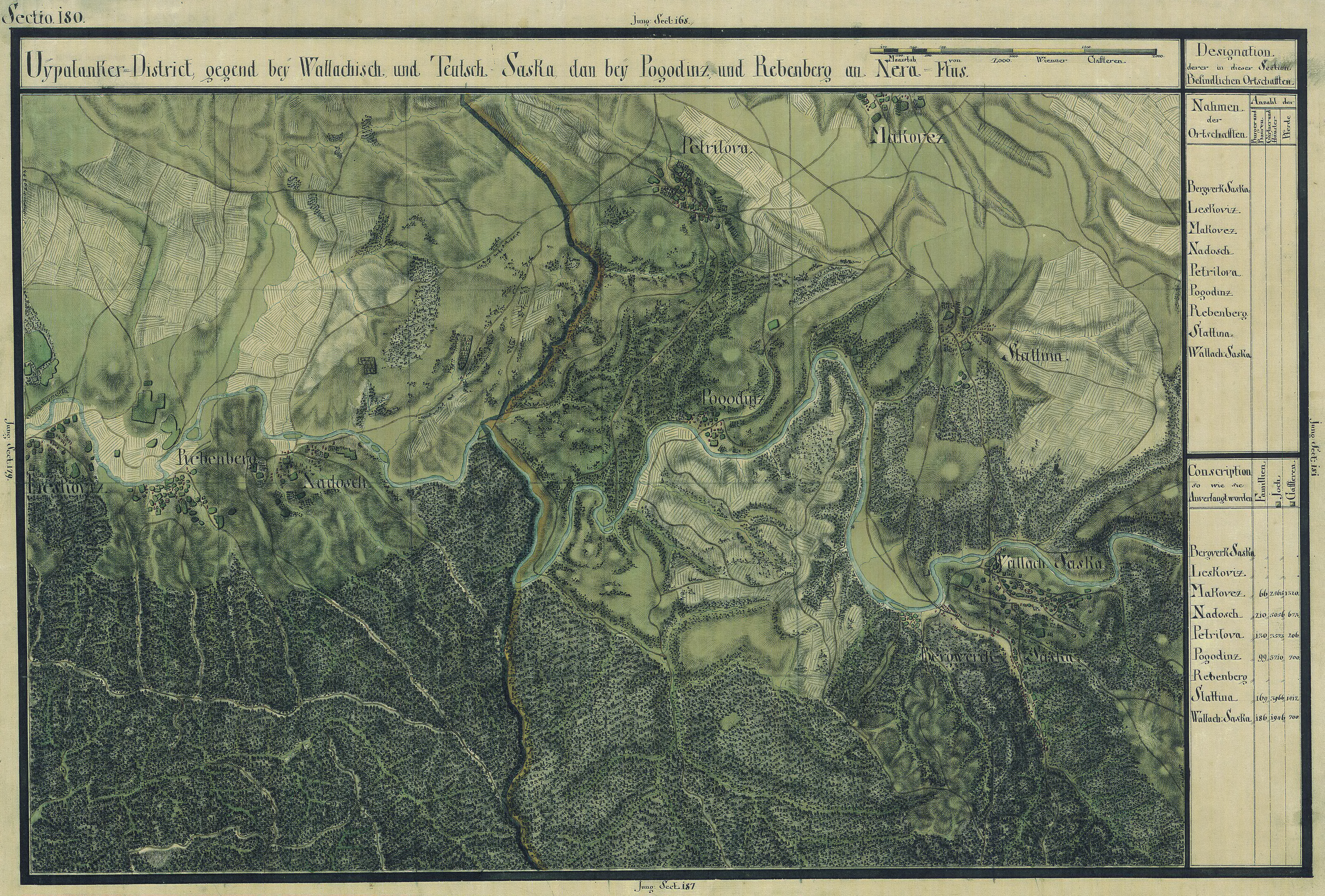
Kaluđerovo în Harta Iosefină a Banatului, 1769-72